# John Rawdon, I conte di Moira
John Rawdon, I conte di Moira (17 marzo 1720 – Dublino, 20 giugno 1793), è stato un nobile irlandese.

## Biografia
Era l'unico figlio di Sir John Rawdon, III Baronetto, e di sua moglie, Dorothy, figlia di Sir Richard Levinge, I Baronetto.

## Carriera
Rawdon successe al padre nel febbraio 1724. Nel 1750 è stato elevato al Pari d'Irlanda come Barone Rawdon, di Moira nella Contea di Down. Nel 1761 è stato ulteriormente onorato quando fu fatto Conte di Moira.

## Matrimoni

### Primo Matrimonio
Sposò, il 10 novembre 1741, Helena Perceval (?-11 giugno 1746), figlia di John Perceval, I conte di Egmont. Ebbero due figlie:
- Lady Helena Rawdon, sposò Stephen Moore, I conte Mountcashell, ebbero quattro figli;
- Lady Catherine Rawdon, sposò Joseph Henry, ebbero un figlio.

### Secondo Matrimonio
Sposò, il 23 dicembre 1746, Anne Hill (?-1 agosto 1751), figlia di Trevor Hill, I visconte Hillsborough. Non ebbero figli.

### Terzo Matrimonio
Sposò, il 26 febbraio 1752, Elizabeth Hastings, baronessa Hastings (23 marzo 1731-11 aprile 1808), figlia di Theophilus Hastings, IX conte di Huntingdon. Ebbero sei figli:
- Lady Anne Elizabeth Rawdon (16 maggio 1753-8 gennaio 1813), sposò Thomas Brudenell-Bruce, I conte di Ailesbury, non ebbero figli;
- Francis Rawdon-Hastings, I marchese di Hastings (9 dicembre 1754-28 novembre 1826);
- John Theophilus Rawdon (19 novembre 1756-5 maggio 1808), sposò Frances Stevenson, ebbero una figlia;
- Lady Selina Frances Rawdon (?-1827), sposò George Forbes, VI conte di Granard, ebbero tre figli;
- Lady Charlotte Adelaide Constantia Rawdon (?-1834)[2], sposò Hamilton Fitzgerald, non ebbero figli;
- George Rawdon (?-25 maggio 1800).

## Morte
Morì il 20 giugno 1793 a Dublino.